# Болдёр-Арыта
Болдёр-Арыта́ — небольшой остров в Оленёкском заливе моря Лаптевых. Административно относится к территории Якутии.
Остров расположен в центральной части залива, в дельте реки Оленёк. Находится между протоками Болдёр-Тёбюлеге на востоке и Кубалах-Уэся на юге. На западе узкой протокой отделяется от соседнего острова От-Ары.
Остров имеет овальную форму, вытянутую с северо-запада на юго-восток. Остров покрыт болотами, имеется восемь небольших озёр. На юго-западе окружён отмелями.

## Топографические карты
- Лист карты S-50-XXIX,XXX Усть-Оленёк. Масштаб: 1 : 200 000. Издание 1987 г.